# Pionothele gobabeb
Espèce
Pionothele gobabeb est une espèce d'araignées mygalomorphes de la famille des Pycnothelidae.

## Distribution
Cette espèce est endémique de Namibie. Elle se rencontre vers Gobabeb.

## Description
La carapace du mâle holotype mesure 7,58 mm de long sur 6,80 mm et la carapace de la femelle mesure 8,13 mm de long sur 6,08 mm.

## Publication originale
- Bond & Lamb, 2019 : A new species of Pionothele from Gobabeb, Namibia (Araneae, Mygalomorphae, Nemesiidae). ZooKeys, no 851, p. 17-25.